# 坂口もか
坂口 もか（さかぐち もか、1979年2月28日 - ）は、神奈川県出身のストリッパー。新宿TSミュージック所属。
2001年8月1日同劇場にてデビュー。
身長153cm・スリーサイズはB82・W60・H88、血液型はB型
趣味はボディーボード、好きな音楽はトランス。
2008年9月30日をもって休業宣言した。